# 松中照夫
松中 照夫（まつなか てるお、1948年10月16日 - ）は、日本の農学者、元地方公務員。農学博士（北海道大学）。酪農学園大学名誉教授。
兵庫県生まれ。1971年（昭和46年）北海道大学農学部農芸化学科卒。同年，同農学部助手。1972年（昭和47年）北海道庁根室支庁南根室地区農業改良普及所に入所。以後，北海道立根釧農業試験場や北海道立北見農業試験場，北海道立天北農業試験場土壌肥料科長を経て，1995年酪農学園大学酪農学部酪農学科教授。2003年から2007年まで酪農学園大学エクステンションセンター所長。2007年から2011年まで酪農学園大学附属農場長。2011年から2013年まで酪農学園大学特命推進役（学長補佐），2012年から2013年まで酪農学園フィールド教育研究センター長。2014年定年退職。2018年，北海道畜産草地学会名誉会員。
1987年北海道大学より 農学博士。論文の題は「寒冷・寡照地域のチモシー草地に対する窒素施肥法に関する研究」。 

## 研究領域
土壌肥料学や草地学が専門。草地の低コスト増収法を研究。

## 受賞歴
- 日本土壌肥料学会奨励賞（1985年[4]）
- 北海道草地研究会賞（1987年[5]，2007年[6]）
- 日本草地学会賞（2013年）
- 日本土壌肥料学雑誌論文賞（2019年）

## 著書
- 『新版 土壌学の基礎：生成・機能・肥沃度・環境』（農山漁村文化協会，2018年）
- 『土壌学の基礎 : 生成・機能・肥沃度・環境』（農山漁村文化協会，2003年）
- 『草地学の基礎』（松中照夫・三枝俊哉 共著，農山漁村文化協会，2016年）
- 『土は土である』（農山漁村文化協会，2013年）
- 『土壌学概論』（犬伏和之, 安西徹郎編，分担執筆，朝倉書店、2001年）